# Violetta Elvin
Violetta Elvin, all'anagrafe Violetta Vasil'evna Prochorova (in russo Виоле́тта Васи́льевна Про́хорова?; Mosca, 3 novembre 1923 – Vico Equense, 27 maggio 2021) è stata una danzatrice sovietica, prima ballerina del Royal Ballet dal 1951 al 1956.

## Biografia
Violetta Elvin nacque nel 1923 a Mosca, dove si diplomò alla Scuola di Danza Statale nel 1942. A vent'anni cominciò a danzare con il Balletto Statale di Tashkent, dove danzò ruoli principali ne Il lago dei cigni e Don Chisciotte. Nel 1950 si trasferì a Londra e dal 1951 al 1956 fu prima ballerina del Sadler's Wells Ballet.
Ballerina eccezionalmente dotata, Elvin fu, secondo il Times, l'unica danzatrice del Royal Ballet a poter competere con Margot Fonteyn. All'interno della compagnia danzò molti dei grandi ruoli femminili del repertorio, tra cui l'eponime protagoniste di Giselle e Cenerentola e il duplice ruolo di Odette e Odile ne Il lago dei cigni.
Nel 1945 sposò l'architetto britannico Harold Elvin, ma il matrimonio terminò con il divorzio nel 1952. L'anno successivo si risposò con Siegbert Weinberger, da cui divorziò alcuni anni dopo. Nel 1959 si risposò con l'avvocato italiano Fernando Savarese, da cui ebbe il figlio Antonio l'anno successivo.
Morì a Vico Equense nel 2021 all'età di 97 anni.

## Nella cultura di massa
La vita di Violetta Elvin è stata romanzata da Raffaele Lauro nel libro del 2016 Dance The Love - Una stella a Vico Equense.

## Filmografia
- La donna di picche (The Queen of Spades), regia di Thorold Dickinson (1949)
- Sulle ali del sogno (Melba), regia di Lewis Milestone (1953)
- C'era una volta... (Twice Upon a Time), regia di Emeric Pressburger (1953)